# الدوري الهولندي الممتاز 1903–04
الدوري الهولندي الممتاز 1903–04 (بالهولندية: Nederlands landskampioenschap voetbal 1903/04)‏ هو الموسم 16 من الدوري الهولندي الممتاز. أشرف على تنظيمه الاتحاد الملكي الهولندي لكرة القدم، وفاز فيه كريينهوت.